# 1994 au Yukon
Chronologie du Yukon
- 1990
- 1991
- 1992
- 1993
- 1994
- 1995
- 1996
- 1997
- 1998

Cette page concerne des événements d'actualité qui se sont produits durant l'année 1994 dans le territoire canadien du Yukon.

## Politique
- Premier ministre : John Ostashek (Parti du Yukon)
- Chef de l'Opposition officielle : Tony Penikett (NPD)
- Commissaire : John Kenneth McKinnon
- Législature : 28e

## Événements
- Kathy Watson (en) devient le 12e et la première femme depuis Ione Christensen (en) à être mairesse de Whitehorse.
- 16 avril : Le député territorial de Porter Creek Sud John Devries (en) devient le 4e président de l'Assemblée législative du Yukon qui succède à Alan Nordling (en).
- 9 septembre : Création du Parc national Vuntut.

## Naissances
- 25 avril : Thomas Scoffin (en), joueur de curling.